# Чорноколпаков Андрій Васильович
Андрій Васильович Чорноколпаков (4 вересня 1968) — радянський та український легкоатлет, фахівець із бігу на середні дистанції та кросу. Виступав за збірні СРСР, СНД та України у першій половині 1990-х років, володар бронзової медалі Спартакіади народів СРСР, чемпіон СНД у бігу на 1500 метрів, учасник чемпіонату Європи з кросу в Алніці. Представляв Київ та спортивне товариство «Трудові резерви».

## Біографія
Андрій Чорноковпаков народився 4 вересня 1968 року. Займався легкою атлетикою в Києві, виступав за добровільне спортивне товариство «Трудові резерви».
Першого серйозного успіху на всесоюзному рівні досяг у сезоні 1990 року, коли здобув перемогу у бігу на 800 метрів на чемпіонаті УРСР у Луганську, встановивши при цьому свій особистий рекорд — 1:47.96.
1991 року в бігу на 1500 метрів виграв бронзову медаль на чемпіонаті країни в рамках X літньої Спартакіади народів СРСР у Києві. Крім того, цього сезону в тій самій дисципліні з особистим рекордом 3:40.38 переміг на змаганнях у Москві.
1992 року в 1500-метровій дисципліні з результатом 3:43.77 перевершив усіх суперників на чемпіонаті СНД з легкої атлетики в Москві.
Після розпаду Радянського Союзу Чорноколпаков продовжив спортивну кар'єру у складі української національної збірної. Так, у 1995 році він представляв Україну на чемпіонаті Європи з кросу в Алніці, де посів підсумкове 54-те місце.